# Xã La Prairie, Quận Clearwater, Minnesota
Xã La Prairie (tiếng Anh: La Prairie Township) là một xã thuộc quận Clearwater, tiểu bang Minnesota, Hoa Kỳ. Năm 2010, dân số của xã này là 356 người.